# Stefan Marinovic
Stefan Tone Marinovic (* 7. Oktober 1991 in Auckland) ist ein neuseeländischer Fußballspieler.

## Karriere
Marinovic, der 2004 in der Altersklasse U-14 und ein Jahr später in der U-15 die Landesmeisterschaft gewann, gehörte 2007 und 2008 zum Aufgebot der neuseeländischen Schülernationalmannschaft und nahm dabei unter anderem an einer Österreich-Tournee teil. Nach Probetrainings im Jahre 2008 beim FC Everton, FC Zürich und FC Schalke 04 spielte er 2009 im Jugendteam von Waitakere United, das im Finale der nationalen Jugendmeisterschaft Canterbury United mit 0:6 unterlag. Im Sommer 2009 kam der Absolvent der Wynton Rufer Soccer School of Excellence, einer vom ehemaligen neuseeländischen Fußballer Wynton Rufer gegründeten Einrichtung zur Talentförderung, zu Probetrainings beim Hamburger SV, bei Werder Bremen und beim SV Wehen Wiesbaden nach Deutschland und unterzeichnete schließlich in Wehen einen Profivertrag.
Marinovic gehörte in der Saison 2009/10 als dritter Torhüter zum Profikader in der 3. Liga und kam für das U-23-Team in der Regionalliga Süd im Wechsel mit Marc Birkenbach zum Einsatz. Nachdem er an Spieltagen bereits mehrfach als Ersatzspieler nominiert worden war, kam er am 27. April 2010 beim Auswärtsspiel gegen Tabellenführer Erzgebirge Aue (2:2) zu seinem Profidebüt, nachdem sich Birkenbach nach 30 Minuten verletzt hatte und der etatmäßige Torhüter Erik Domaschke verletzungsbedingt nicht mitgereist war. Nach der Neuverpflichtung von Michael Gurski blieb er auch in der folgenden Saison die Nummer drei und kam nur in der zweiten Mannschaft zum Einsatz. Nachdem er in der Saison 2011/12 ohne Pflichtspieleinsatz geblieben war, verließ er Wehen zum Saisonende und ging zum 1. Februar 2013 zum FC Ismaning. in der Winterpause 2013/14 wechselte er zur zweiten Mannschaft des TSV 1860 München und im Sommer 2014 zur SpVgg Unterhaching.
In Unterhaching war Marinovic zunächst Ersatztorhüter, erarbeitete sich dann aber nach dem Abgang von Stammkeeper Michael Zetterer einen Platz in der ersten Elf, ehe ihn eine Verletzung stoppte. Nach dem Abstieg des Vereins in die Regionalliga Bayern avancierte Marinovic zur unangefochtenen Nummer eins und machte unter anderem durch gute Leistungen im DFB-Pokal gegen die Bundesligisten FC Ingolstadt 04 und Bayer Leverkusen auf sich aufmerksam. Im Juli 2017 wechselte er in die nordamerikanische Profiliga MLS zu den Vancouver Whitecaps. Mit den Whitecaps stand er am Ende der Saison 2017 in den Viertelfinal-Play-offs. In der Saison 2018 war Marinovic Stammtorhüter, nach dem Verpassen der Play-offs wurde sein Vertrag am Jahresende aber nicht mehr verlängert.
Anfang März 2019 schloss er sich bis Saisonende dem englischen Zweitligisten Bristol City an, die nach dem langfristigen Ausfall von Frank Fielding und einer Verletzung von Niki Mäenpää über keinen Profitorhüter mehr verfügten. Im Juli 2019 kehrte er in seine Heimat Neuseeland zurück und schloss sich Wellington Phoenix an.

### Nationalmannschaft
Mit der neuseeländischen U-20-Nationalmannschaft nahm Marinovic an der U-20-Weltmeisterschaft 2011 in Kolumbien teil. Der Keeper stand in allen drei Turnierpartien Neuseelands im Tor, als Unentschieden gegen Kamerun und Uruguay und eine knappe Niederlage gegen Portugal nicht zum Weiterkommen reichten. Von der Technischen Studien-Gruppe der FIFA wurde Marinovic als „herausragender Spieler“ seines Teams identifiziert und als „sicherer und reaktionsschneller Torhüter, stark auf der Linie“ gelobt.
Sein Debüt für die neuseeländische A-Nationalmannschaft gab Marinovic am 31. März 2015 in einem Freundschaftsspiel gegen Südkorea. Dabei konnte er einen Foulelfmeter parieren, das Spiel ging dennoch 0:1 verloren. Bei der Fußball-Ozeanienmeisterschaft im Frühsommer 2016 hütete Marinovic in allen fünf Spielen das neuseeländische Tor und musste nur einen Gegentreffer hinnehmen. Im Elfmeterschießen im Finale gegen die Nationalmannschaft Papua-Neuguineas wurde er mit zwei gehaltenen Elfmetern zum großen Matchwinner und qualifizierte sich mit seinem Team für den Confederations Cup 2017. Dort spielte er bei den drei Spielen Neuseelands, die alle verloren gingen.

## Spitzname
Seinen Spitznamen „Kiwi“ erhielt Marinovic von seinem damaligen Trainer Gino Lettieri während seiner Zeit bei SV Wehen Wiesbaden. Er ist nach dem neuseeländischen Vogel Kiwi, dem Nationalsymbol von Neuseeland, benannt.